# Division 1 1990-1991
La Division 1 1990-1991 è stata la 53ª edizione della massima serie del campionato francese di calcio, disputato tra il 21 luglio 1990 e il 24 maggio 1991 e concluso con la vittoria dell'Olympique Marsiglia, al suo settimo titolo.
Capocannoniere del torneo è stato Jean-Pierre Papin (Olympique Marsiglia) con 23 reti.

## Stagione

### Avvenimenti
Le prime tre gare del torneo videro a punteggio pieno Monaco ed Olympique Marsiglia; la settimana successiva l'OM si ritrovò solo al comando e cominciò la fuga, seguito inizialmente da outsider come il Caen e il Brest e successivamente dall'Auxerre, che a inizio novembre approfittò di una sconfitta della capolista a Nancy per portarsi da solo al comando. Riguadagnato immediatamente il comando della classifica, l'OM concluse il girone di andata a +2 dall'AJA, per poi prendere il largo a ridosso delle festività natalizie.
Nel frattempo il Monaco si era sostituita all'Auxerre nel ruolo di principale inseguitrice, ma la sconfitta nello scontro diretto del 1º marzo portò l'Olympique Marsiglia a +6, avvicinandolo di fatto al titolo: gestendo il proprio vantaggio nei mesi successivi, l'OM poté festeggiare la vittoria del campionato il 17 maggio, battendo l'Auxerre alla penultima giornata.
In zona UEFA, l'aggancio del Cannes da parte dell'Olympique Lione all'ultima giornata fu reso vano da una differenza reti evidentemente peggiore; la successiva qualificazione del Monaco nella finale di Coppa di Francia contro l'Olympique Marsiglia campione consentì ai monegaschi di accedere automaticamente alla Coppa delle Coppe, permettendo quindi il ripescaggio dei Gones in Coppa UEFA.
Le retrocessioni non furono decretate da verdetti sul campo, ma dal comitato di controllo finanziario della federazione, che decise di sanzionare le situazioni finanziarie di Bordeaux, Brest e Nizza.

## Classifica finale
|  | Pos. | Squadra             | Pt | G  | V  | N  | P  | GF | GS | DR  |
|  | ---- | ------------------- | -- | -- | -- | -- | -- | -- | -- | --- |
|  | 1.   | Olympique Marsiglia | 55 | 38 | 22 | 11 | 5  | 67 | 28 | +39 |
|  | 2.   | Monaco              | 51 | 38 | 20 | 11 | 7  | 51 | 30 | +21 |
|  | 3.   | Auxerre             | 48 | 38 | 19 | 10 | 9  | 63 | 36 | +27 |
|  | 4.   | Cannes              | 41 | 38 | 12 | 17 | 9  | 32 | 28 | +4  |
|  | 5.   | Olympique Lione     | 41 | 38 | 15 | 11 | 12 | 39 | 44 | -5  |
|  | 6.   | Lilla               | 39 | 38 | 11 | 17 | 10 | 39 | 37 | +2  |
|  | 7.   | Montpellier         | 38 | 38 | 12 | 14 | 12 | 44 | 35 | +9  |
|  | 8.   | Caen                | 38 | 38 | 13 | 12 | 13 | 38 | 36 | +2  |
|  | 9.   | Paris Saint-Germain | 38 | 38 | 13 | 12 | 13 | 40 | 42 | -2  |
|  | 10.  | Bordeaux            | 37 | 38 | 11 | 15 | 12 | 34 | 32 | +2  |
|  | 11.  | Brest               | 37 | 38 | 11 | 15 | 12 | 45 | 46 | -1  |
|  | 12.  | Metz                | 36 | 38 | 12 | 12 | 14 | 44 | 51 | -7  |
|  | 13.  | Saint-Étienne       | 35 | 38 | 13 | 9  | 13 | 40 | 46 | -6  |
|  | 14.  | Nizza               | 34 | 38 | 10 | 14 | 14 | 40 | 42 | -2  |
|  | 15.  | Nantes              | 34 | 38 | 9  | 16 | 13 | 34 | 44 | -10 |
|  | 16.  | Tolone              | 34 | 38 | 9  | 16 | 13 | 31 | 41 | -10 |
|  | 17.  | Nancy               | 33 | 38 | 11 | 11 | 16 | 38 | 58 | -20 |
|  | 18.  | Sochaux             | 32 | 38 | 8  | 16 | 14 | 24 | 33 | -9  |
|  | 19.  | Tolosa              | 31 | 38 | 8  | 15 | 15 | 33 | 45 | -12 |
|  | 20.  | Rennes              | 28 | 38 | 7  | 14 | 17 | 29 | 51 | -22 |

Legenda:
      Campione di Francia e ammessa alla Coppa dei Campioni 1991-1992.
      Ammesse alla Coppa UEFA 1991-1992.
      Ammesse alla Coppa delle Coppe 1991-1992.
      Retrocesse in Division 2 1991-1992.
Note:
Due punti a vittoria, uno a pareggio, zero a sconfitta.
In caso di arrivo di due o più squadre a pari punti, la graduatoria verrà stilata secondo la classifica avulsa tra le squadre interessate che prevede, in ordine, i seguenti criteri:
- Differenza reti generale.
- Reti realizzate in generale.

Bordeaux, Brest e Nizza retrocesse d'ufficio per irregolarità finanziarie.

### Squadra campione
| Formazione tipo | Giocatori (presenze)   |
| --- | ---------------------- |
| Olmeta Mozer Casoni Boli Di Meco Amoros Fournier Germain Pelé Waddle Papin                                                                               | Pascal Olmeta (38)     |
| Olmeta Mozer Casoni Boli Di Meco Amoros Fournier Germain Pelé Waddle Papin                                                                               | Manuel Amoros (28)     |
| Olmeta Mozer Casoni Boli Di Meco Amoros Fournier Germain Pelé Waddle Papin                                                                               | Basile Boli (38)       |
| Olmeta Mozer Casoni Boli Di Meco Amoros Fournier Germain Pelé Waddle Papin                                                                               | Éric Di Meco (20)      |
| Olmeta Mozer Casoni Boli Di Meco Amoros Fournier Germain Pelé Waddle Papin                                                                               | Bernard Casoni (35)    |
| Olmeta Mozer Casoni Boli Di Meco Amoros Fournier Germain Pelé Waddle Papin                                                                               | Carlos Mozer (31)      |
| Olmeta Mozer Casoni Boli Di Meco Amoros Fournier Germain Pelé Waddle Papin                                                                               | Laurent Fournier (17)  |
| Olmeta Mozer Casoni Boli Di Meco Amoros Fournier Germain Pelé Waddle Papin                                                                               | Bruno Germain (32)     |
| Olmeta Mozer Casoni Boli Di Meco Amoros Fournier Germain Pelé Waddle Papin                                                                               | Chris Waddle (35)      |
| Olmeta Mozer Casoni Boli Di Meco Amoros Fournier Germain Pelé Waddle Papin                                                                               | Jean-Pierre Papin (36) |
| Olmeta Mozer Casoni Boli Di Meco Amoros Fournier Germain Pelé Waddle Papin                                                                               | Abedi Pelé (32)        |
| Altri giocatori: Philippe Vercruysse (27), Bernard Pardo (26), Jean Tigana (19), Éric Cantona (18), Dragan Stojković (11), Éric Lada (9), Éric Mura (4). |                        |

Francesco Martino

## Statistiche

### Squadre

#### Capoliste solitarie
|    | —— | —— | ——                  | ——                  | ——                  | ——                  | ——                  | ——                  | ——                  | ——                  | ——                  | ——                  | ——                  | ——      | ——      | ——                  | ——                  | ——                  | ——                  | ——                  | ——                  | ——                  | ——                  | ——                  | ——                  | ——                  | ——                  | ——                  | ——                  | ——                  | ——                  | ——                  | ——                  | ——                  | ——                  | ——                  | ——                  | —— |  |
|    |    |    | Olympique Marsiglia | Olympique Marsiglia | Olympique Marsiglia | Olympique Marsiglia | Olympique Marsiglia | Olympique Marsiglia | Olympique Marsiglia | Olympique Marsiglia | Olympique Marsiglia | Olympique Marsiglia | Olympique Marsiglia | Auxerre | Auxerre | Olympique Marsiglia | Olympique Marsiglia | Olympique Marsiglia | Olympique Marsiglia | Olympique Marsiglia | Olympique Marsiglia | Olympique Marsiglia | Olympique Marsiglia | Olympique Marsiglia | Olympique Marsiglia | Olympique Marsiglia | Olympique Marsiglia | Olympique Marsiglia | Olympique Marsiglia | Olympique Marsiglia | Olympique Marsiglia | Olympique Marsiglia | Olympique Marsiglia | Olympique Marsiglia | Olympique Marsiglia | Olympique Marsiglia | Olympique Marsiglia |    |  |
|    |    |    |                     |                     |                     |                     |                     |                     |                     |                     |                     |                     |                     |         |         |                     |                     |                     |                     |                     |                     |                     |                     |                     |                     |                     |                     |                     |                     |                     |                     |                     |                     |                     |                     |                     |                     |    |  |
|    |    |    |                     |                     |                     |                     |                     |                     |                     |                     |                     |                     |                     |         |         |                     |                     |                     |                     |                     |                     |                     |                     |                     |                     |                     |                     |                     |                     |                     |                     |                     |                     |                     |                     |                     |                     |    |  |
| 1ª | 2ª | 3ª | 4ª                  | 5ª                  | 6ª                  | 7ª                  | 8ª                  | 9ª                  | 10ª                 | 11ª                 | 12ª                 | 13ª                 | 14ª                 | 15ª     | 16ª     | 17ª                 | 18ª                 | 19ª                 | 20ª                 | 21ª                 | 22ª                 | 23ª                 | 24ª                 | 25ª                 | 26ª                 | 27ª                 | 28ª                 | 29ª                 | 30ª                 | 31ª                 | 32ª                 | 33ª                 | 34ª                 | 35ª                 | 36ª                 | 37ª                 | 38ª                 |    |  |

#### Primati stagionali
Squadre
- Maggior numero di vittorie: Olympique Marsiglia (22)
- Minor numero di sconfitte: Olympique Marsiglia (5)
- Migliore attacco: Olympique Marsiglia (67)
- Miglior difesa: Bordeaux e Cannes (28)
- Miglior differenza reti: Olympique Marsiglia (+39)
- Maggior numero di pareggi: Lilla (17)
- Minor numero di pareggi: Saint-Étienne (9)
- Maggior numero di sconfitte: Rennes (17)
- Minor numero di vittorie: Rennes (7)
- Peggior attacco: Sochaux (24)
- Peggior difesa: Nancy (58)
- Peggior differenza reti: Rennes (-22)

### Individuali

#### Classifica marcatori
| Gol | Rigori |  | Giocatore           | Squadra             |
| --- | ------ |  | ------------------- | ------------------- |
| 23  | 4      |  | Jean-Pierre Papin   | Olympique Marsiglia |
| 16  |        |  | Kálmán Kovács       | Auxerre             |
| 14  | 8      |  | Laurent Blanc       | Montpellier         |
| 14  | 2      |  | François Omam-Biyik | Rennes              |
| 14  | 6      |  | Enzo Scifo          | Auxerre             |
| 13  | 3      |  | Aljoša Asanović     | Metz                |
| 12  | 3      |  | Bernard Ferrer      | Brest               |
| 12  |        |  | Daniel Xuereb       | Montpellier         |
| 11  |        |  | Christophe Cocard   | Auxerre             |
| 11  | 1      |  | Fabrice Divert      | Caen                |

## Percorso dei club nelle coppe europee
| Club                | Competizione       | Risultato        | Ultimo avversario              |
| ------------------- | ------------------ | ---------------- | ------------------------------ |
| Olympique Marsiglia | Coppa dei Campioni | Finale           | Stella Rossa (0-0; 3-5 d.c.r.) |
| Montpellier         | Coppa delle Coppe  | Quarti di finale | Manchester United (1-1; 0-2)   |
| Monaco              | Coppa UEFA         | Ottavi di finale | Torpedo Mosca (1-2; 1-2)       |
| Bordeaux            | Coppa UEFA         | Ottavi di finale | Roma (0-5; 0-2)                |